# 霍尼托斯 (加利福尼亞州)
霍尼托斯（英語：Hornitos）是位於美國加利福尼亞州馬里波薩縣的一個人口普查指定地區。

## 地理
霍尼托斯的座標為37°30′08″N 120°14′18″W / 37.50222°N 120.23833°W，而該地最高點為海拔高度257米（即843英尺）。

## 人口
根據2010年美國人口普查的數據，霍尼托斯的面積為3.020平方千米，當中陸地面積為3.020平方千米，而水域面積為0.000平方千米。當地共有人口75人，而人口密度為每平方千米24人。